# Лірник

Зиґмунт Айдукевич. «Лірник» (1898)

Лі́рник (пол. lirnik) — народний співець і музикант, який супроводить свій спів грою на колісній лірі.
Починаючи з XV століття лірники відомі в Україні. Одним з найбільш поширених різновидів ліри на укр. землях, починаючи з XV–XVI ст., була т. зв. колісна ліра (ін. назви — рила, рела). У репертуарі українських лірників були історичні пісні й думи, церковні канти й псалми, українські народні пісні, передусім жартівливі й сатиричні. У Білорусі колісна ліра (колавая ліра) вперше згадується в 1-й половині XVII ст., В щоденнику новогрудського шляхтича С. Маскевича, 1611 рік.
Лірники співали передусім історичні думи (псальми), що прославляли діяння гетьманів (Сагайдачного, Дорошенка, Хмельницького, Мазепи та ін.), які укладали самі; після історичних дум співали побожних пісень про св. Миколая тощо. Далі продовжували спів святковими думками і жартівливими шумками. Закінчували зазвичай жартівливими піснями. У творчості лірників зібрані було пісні про давню козацьку славу, з якими вони мандрували від хати до хати. Дуже часто мистецтво співу та гри на лірі передавалося у спадок від батька до сина і т. д. Існувала навіть традиція навмисного осліплення синів, бо сліпі вважалися найкращими лірниками. Традиції лірників довгий час зберігалися на Покутті (Коломийщині). Відомими лірниками були І.Скубій, Архип Никоненко, Аврам Гребінь, Антін Скоба, Самсон Веселий, Тиміш з-під Полтави, Вернигора та ін.

## Українські лірники
Іван Миколайович Скубій (1858—1909), лірник-сліпець з с. Лелюхівки на Полтавщині. Виконував багатий репертуар дум та історичних пісень. Деякі думи в його виконанні записав О. Сластіон на фонограмі («Самійло Кішка», «Плач невільника», «Маруся Богуславка», «Олексій Попович», «Самарські брати», «Сестра і брат»), вони вміщені у «МУЕ», т. 14 (1913).
 Іван Миколайович Скубій (нар. 1852)
Родом з с. Санжари, Кобеляцького повіту, Полтавщина. Першу вістку про нього подав О. Сластіон у ж. «Рідний край» за 1908 р. ч. 36. Цей кобзар знав багато дум, а між ними й про Самійлу Кішку. Учився у Гаврила Горобця.
 Архип Никоненко  (нар. (?), с. Оржиці, Лубенського пов., Полтавщина — † близько 1856)
Відомості про нього записав П. Куліш який зустрів його під час фольклористичної подорожі по Україні на початку 50-их рр. XVIII століття. Від нього записав 5 дум, які були надруковані в «Записках о Южной Руси» 1856 р. Це були 1) Козак Голота, 2) Вдова й три сини, 3) Сестра і брат, 4) Буря на Чорному морі 5) Втеча трьох братів з Озова. Думи й історичні пісні виконував певною своєрідністю. Він часто зупинявся посеред співу і, злегка перебираючи струни, починав пояснювати мораль виконуваної думи чи пісні, підкріплюючи це прикладами власного чи навколишнього життя.
Перші кільканадцять років він грав тільки на бандурі, а далі почав на лірі, пояснюючи це тим що ліра голосить дуже, й на ній можна грати й на весіллях, де через великий гомін гра на кобзі є малочутною. Дата народження невідома.
 Аврам Родіонович Гребінь (26 жовтня 1878, с. Береза, Чернігівської губернії — 27 грудня 1961) — лірник.
Аврама Гребеня вважали здібним і самобутнім виконавцем козацького епосу, репертуар якого був записаний у 50-х роках XX століття. В автентичному зразку від Аврама Гребеня записаний «Невольницький плач». Це одна з найстарших дум про те, як полонені козаки, приковані кайданами до турецької галери, зморені голодом і пекельним сонцем, шмагані нагайками турків-яничарів, просять Господа про визволення з неволі, яка розлучила «брата з сестрою, мужа з жоною і батька й матір із дітками маленькими». Лірницьке виконавство дум — специфічне, монотонне, здебільшого говіркове, у невеликому діапазоні мелодії, як у цьому випадку, із розспівом наприкінці фраз. Специфічного тембрового колориту звучанню думи надає ліра.
Антін Якович Скоба (1853, с. Багачка — після 1908, там само) — український сліпець-лірник. Осліп у дитинстві. Грав у Хорольському і Миргородському повітах і в Лубнях. У репертуарі Скоби були історичні, побутові й жартівливі пісні, псалми, а також дві думи — «Втеча трьох братів із города Азова» та «Про вдову і трьох синів». Його виконання дум відзначалося особливо виразною речитативною декламацією й ліричністю. Думи від Скоби записували Філарет Колесса та Опанас Сластіон. Рецитації, записані з фонограму, ввійшли до 13 т. вид. НТШ, «МУЕ» (1910).
 Самсо́н Васильович Весе́лий (1877, хут. Сосновий Ріг Валківського повіту — ?) — український лірник.
Жив у с. Литвинівці. Учень Івана Петрика. У репертуар входили традиційні для харківських співців думи: «Олексій Попович», «Сестра і брат», «Вдова», «Озовські брати», «Маруся Богуславка». Знав багато псальмів, жартівливих пісень і «штучок». Наприкінці 1920-х років був ще живим. Від Самсона Веселого робив записи Володимир Харків.

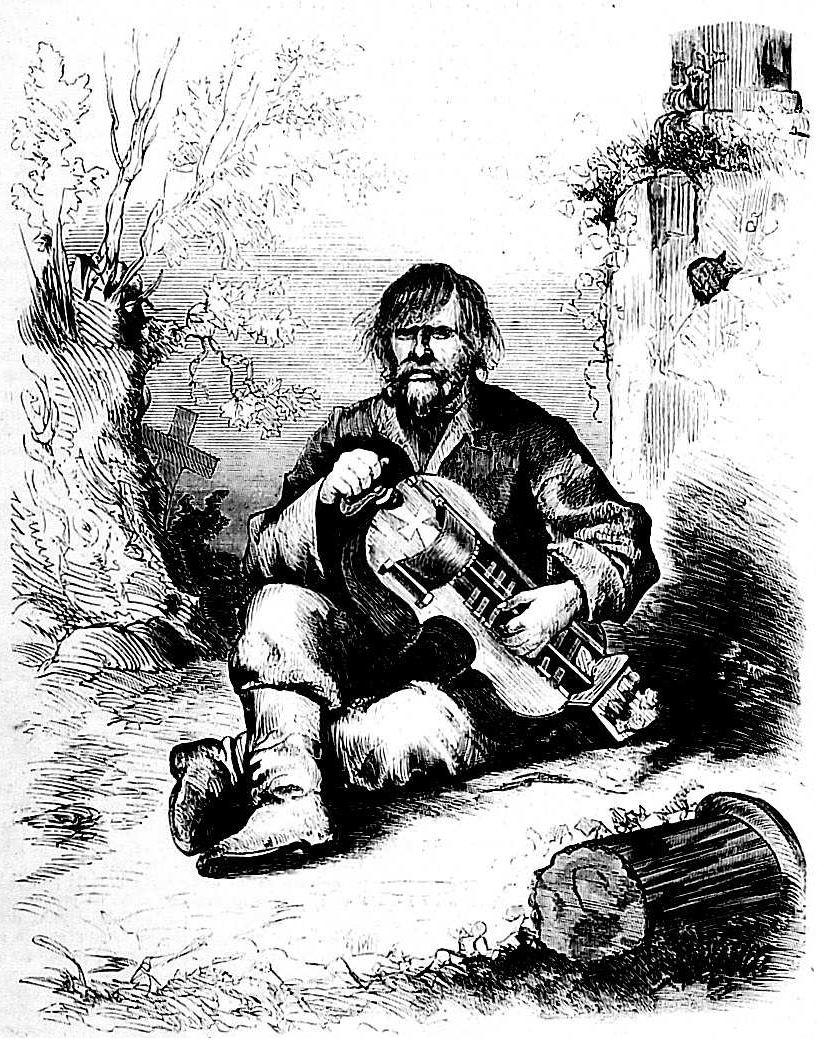
Костшевський. «Лірник український».
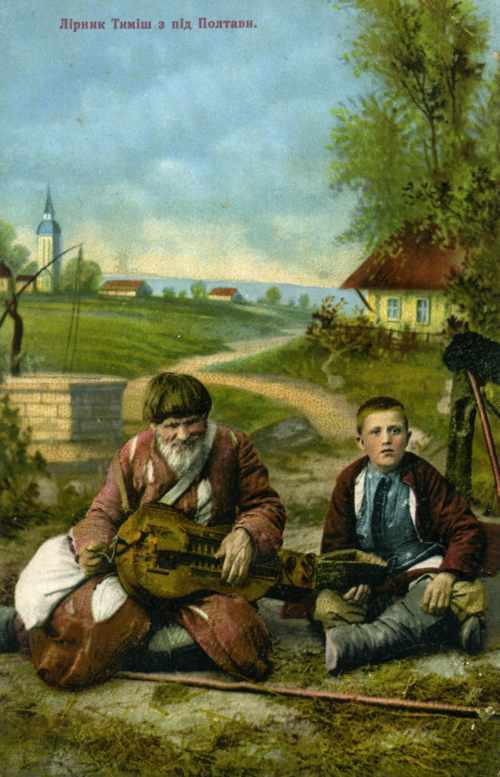
Лірник Тиміш з-під Полтави
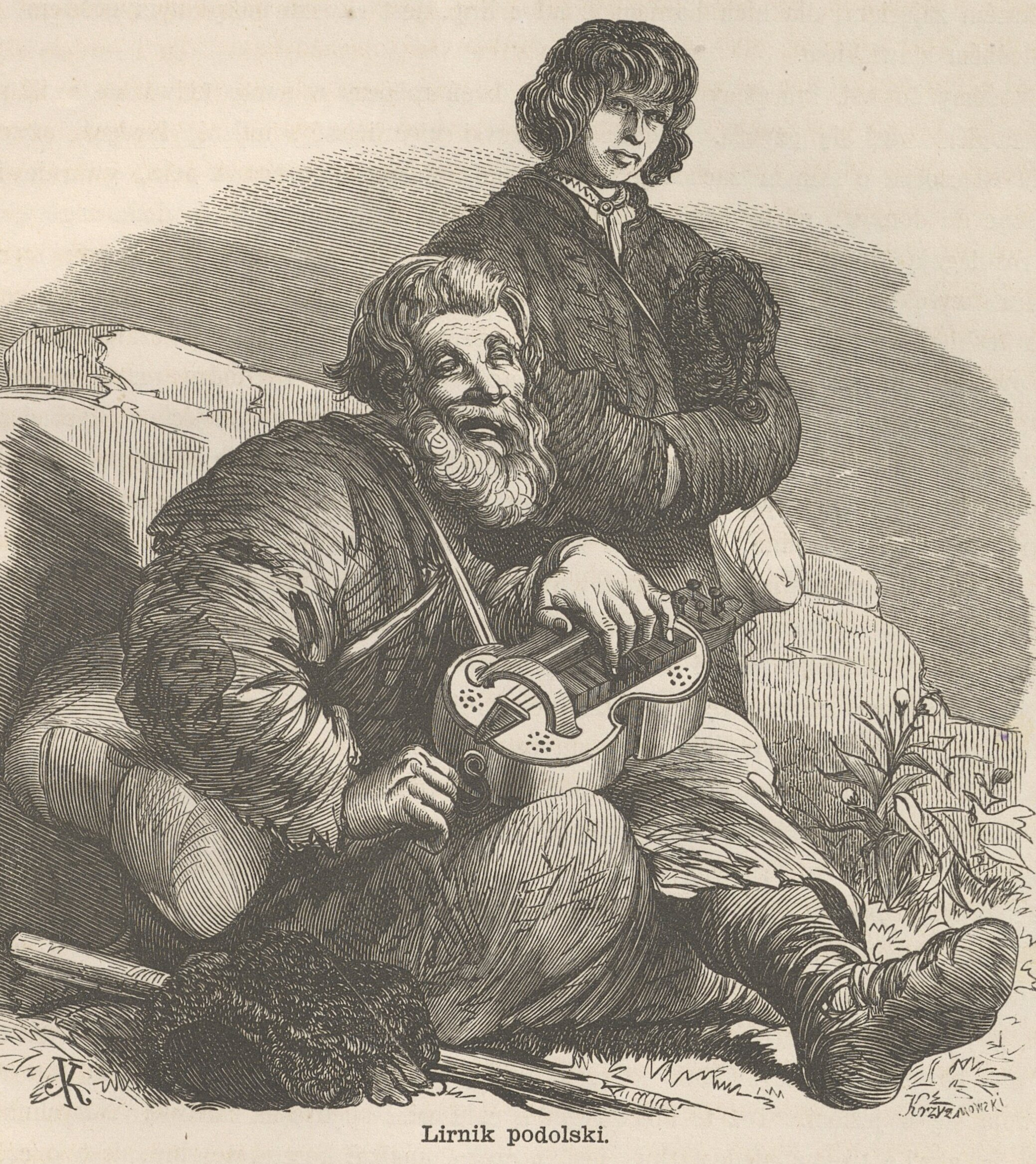
Лірник подільський
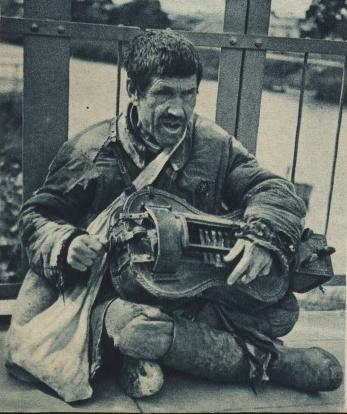
Лірник на мості (Тернопільське воєводство, 1930)
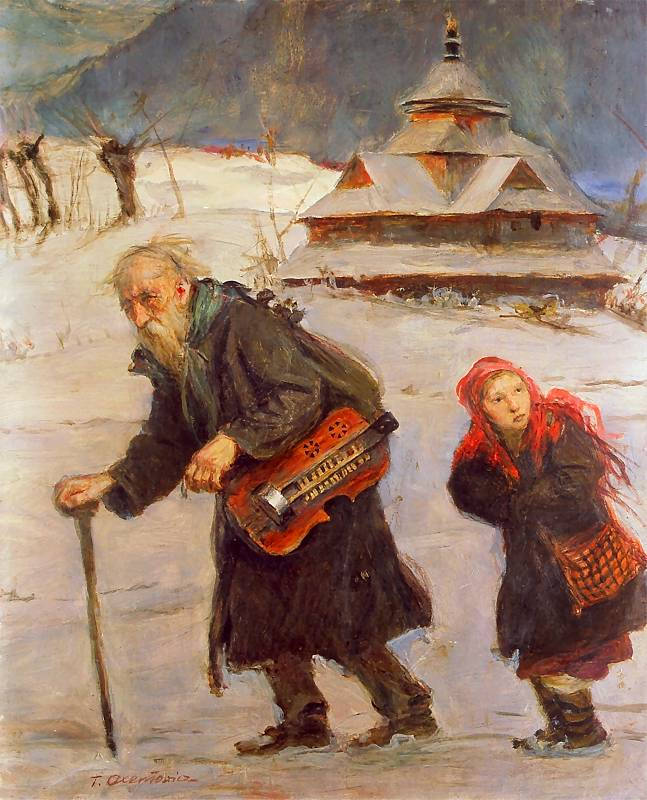
Теодор Аксентович. "Лірник і дівчина"
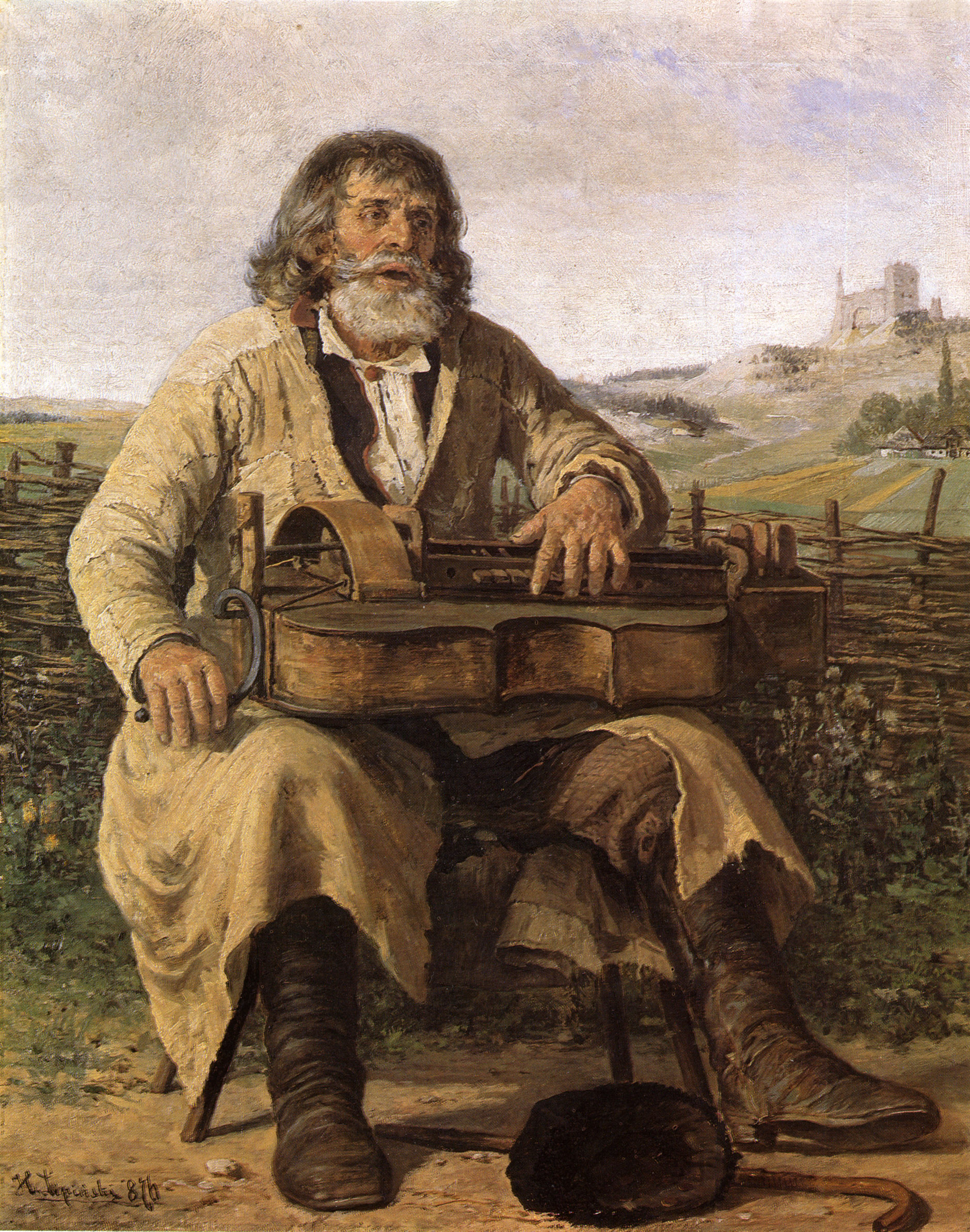
Іполіт Липинський[pl]. «Лірник»
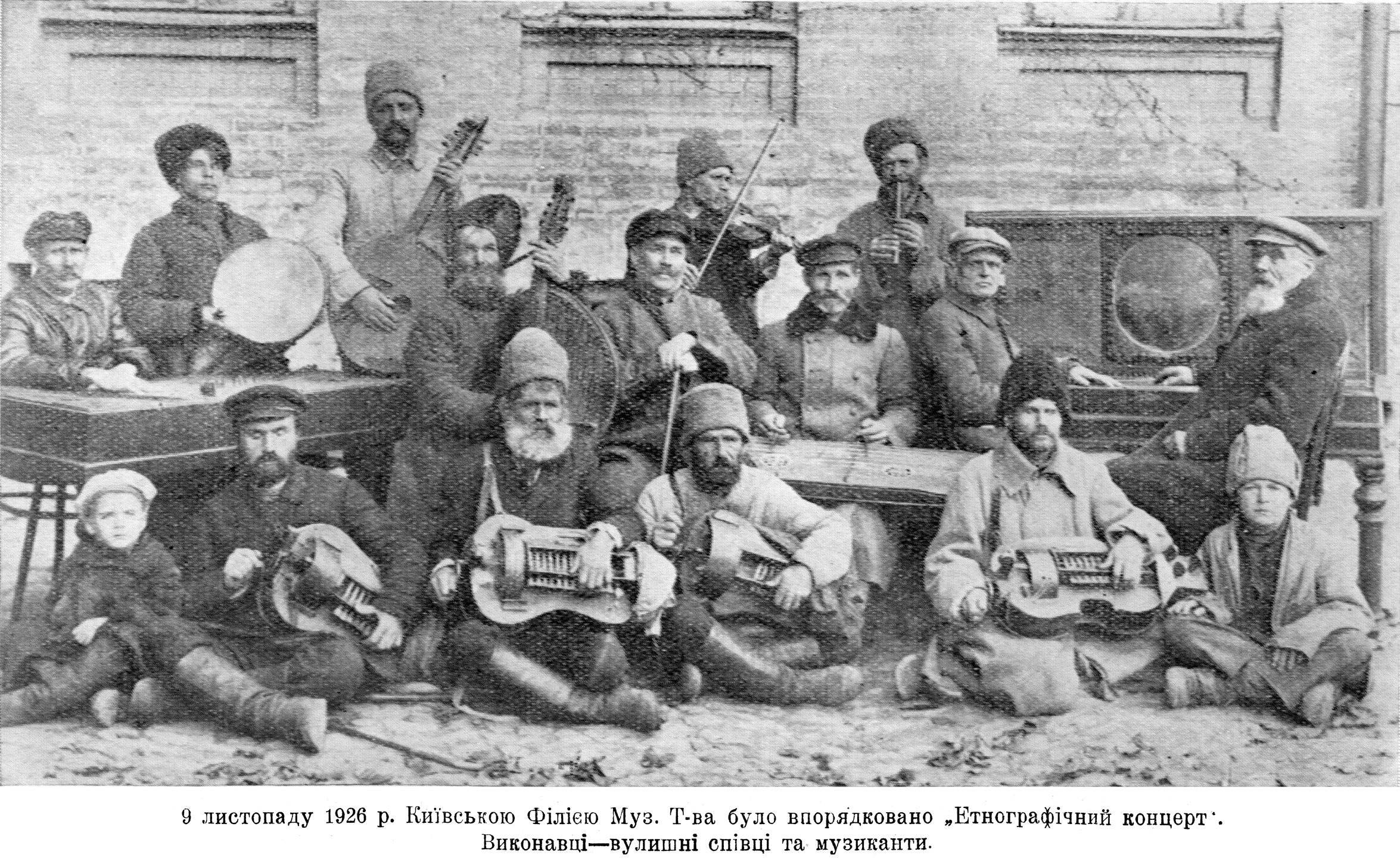
Кобзарі, лірники, цимбалісти, бубнисти (Київ, 1926)
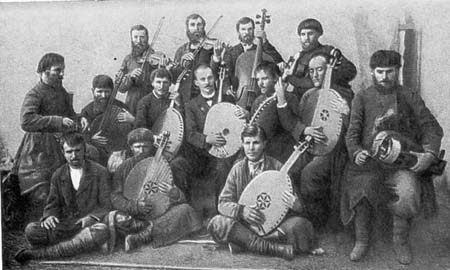
Кобзарі та лірники (Харків, 1902)
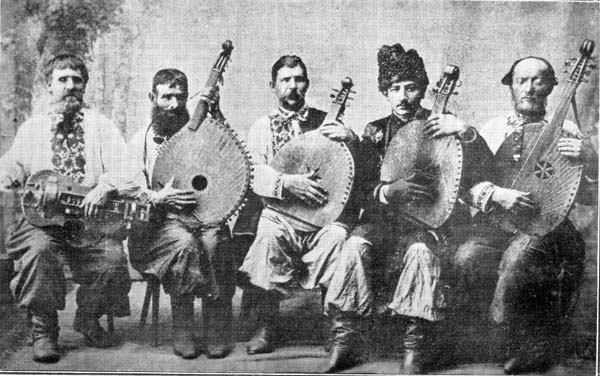
Чотири кобзарі й один лірник (Харків)
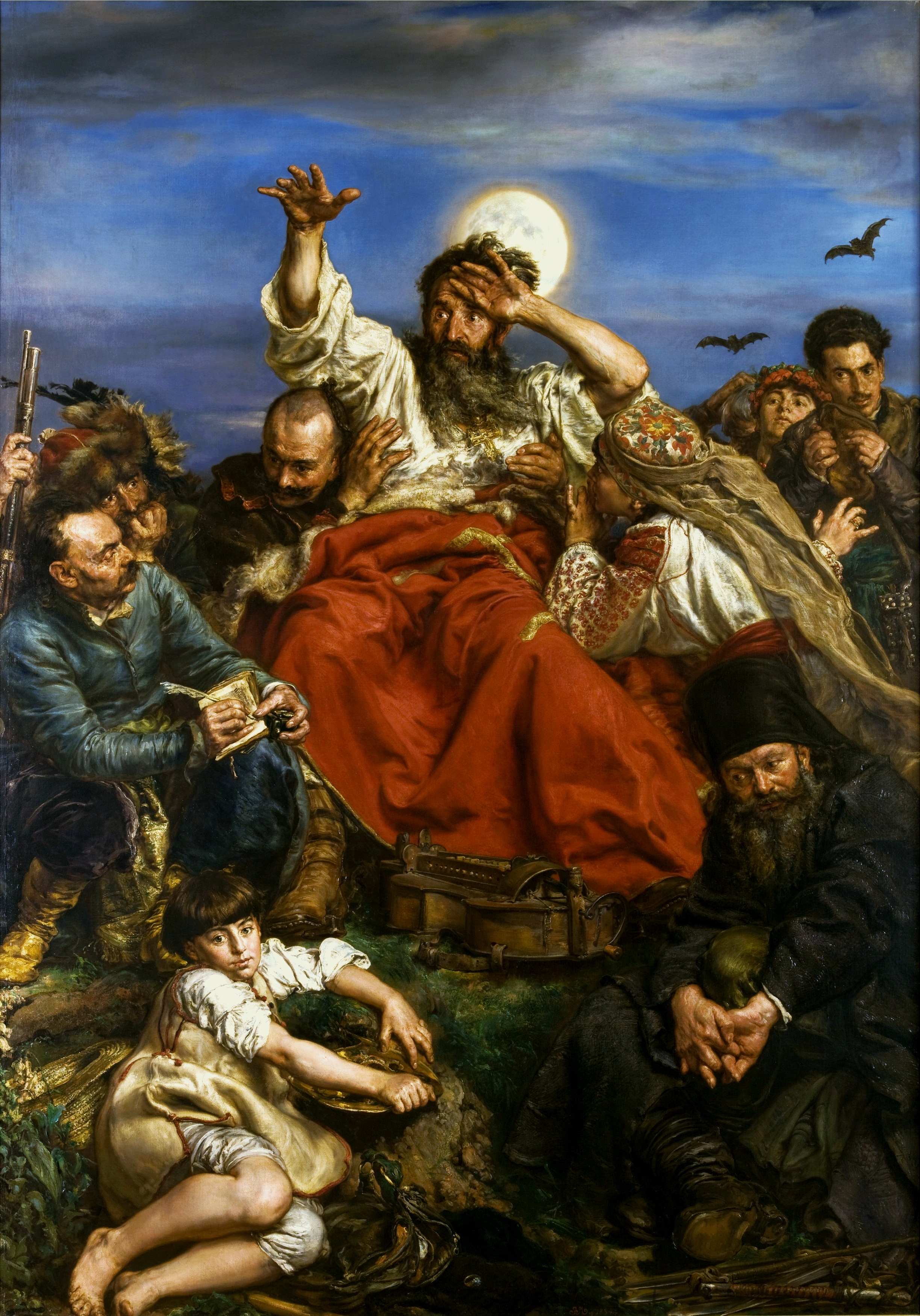
Ян Матейко. «Вернигора» (1884)
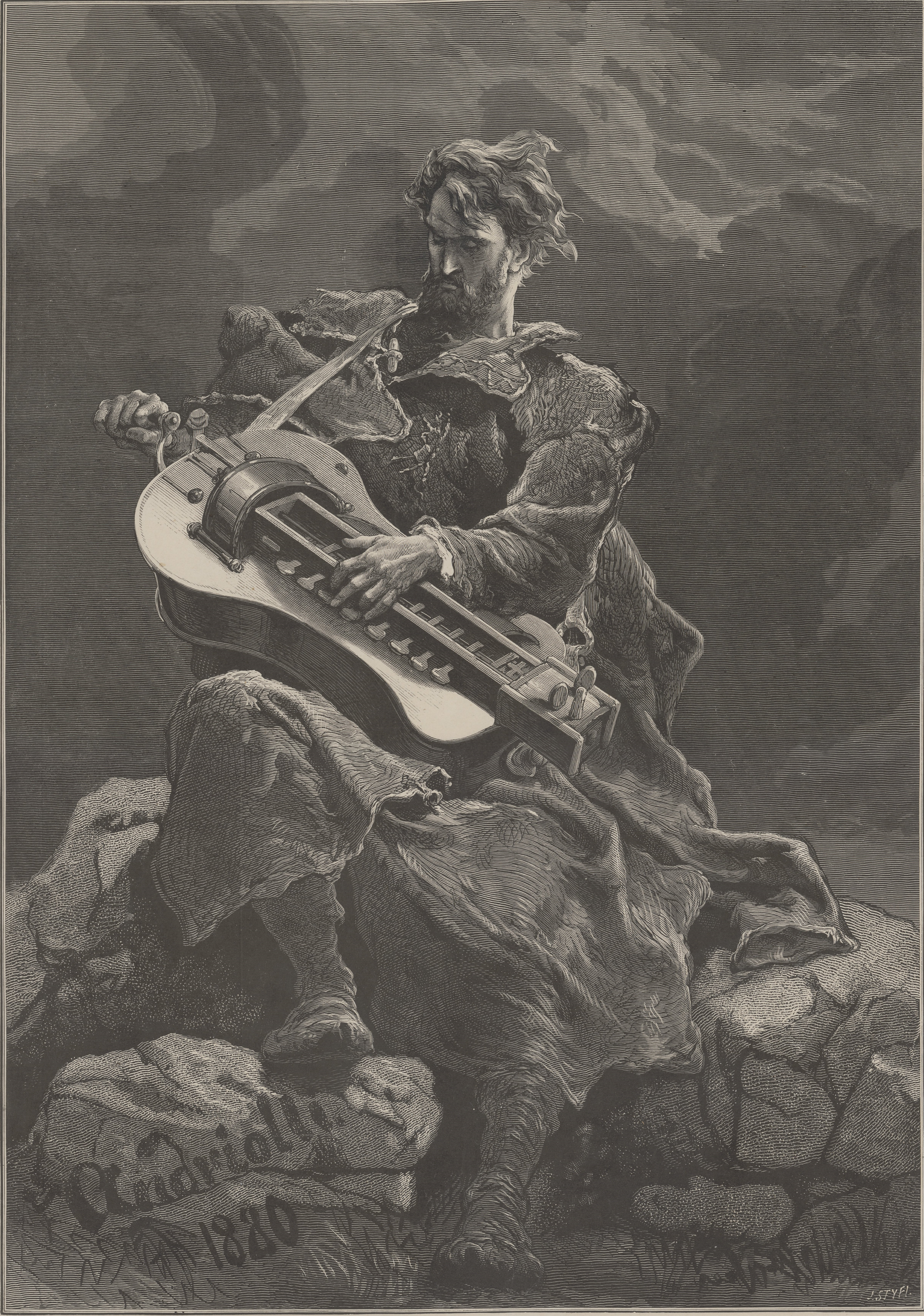
Лірник

## Констянтин Паустовський про лірників
|  | «А з дідусевих розповідей нам найбільше сподобалась історія лірника Остапа. Я не знаю, чи бачили ви коли-небудь українську ліру. Зараз, напевно, її можна знайти лише в музеї. Але в ті часи не лише на ринках у малих містечках, але й на вулицях самого Києва часто зустрічалися сліпці-лірники. Вони йшли, тримаючись за плече босоногого маленького проводиря в плоскінній сорочці. У полотняній торбі у них за спиною були заховані хліб, цибуля, сіль у чистій ганчірочці, а на грудях висіла ліра. Вона нагадувала скрипку, але до неї були прироблені корба і дерев'яний стрижень з коліщатком. Лірник крутив корбу, коліщатко оберталося, терлося об струни, і вони дзижчали на різні лади, начебто навколо лірника гуділи, акомпануючи йому, добрі ручні джмелі. Лирники майже ніколи не співали. Вони говорили співучим речитативом свої думки, „псальми“ та пісні. Потім замовкали, довго слухали, як дзижчить-затихає ліра, і, дивлячись перед собою незрячими очима, просили милостиню. Просили вони її зовсім не так, як звичайні жебраки. Я пам'ятаю одного лірника в місті Черкасах. „Киньте грошик, — казав він, — сліпому і хлопчику, бо без того хлопчика сліпий заблукає і не знайде дорогу після своєї кончини в Божий рай“. Я не пам'ятаю жодного базару, де не було би лірника. Він сидів, притулившись до запорошеної тополі. Навколо нього тіснилися та зітхали жалісливі баби, кидали в дерев'яну миску позеленілі мідяки. Уявлення про лірників назавжди пов'язані в мене з пам'яттю про українські базари — ранні базари, коли роса ще блищить на траві, холодні тіні лежать упоперек курних доріг і синюватий дим стелеться над землею, уже освітленою сонцем». |

.